# Sándor Gáspár
Sándor Gáspár, är en ungersk skådespelare född 9 april 1956 i Szentes, Ungern. Han är bror till skådespelaren Tibor Gáspár och far till skådespelerskan Kata Gáspár.

## Roller (i urval)
1. Világszám! (2004)
2. Zsiguli (2004)
3. Magyar Vándor (2004)
4. Telitalálat (2003)
5. Lili (2003) TV-serie
6. A Hídember (2002)
7. A Titkos Háború (2002)
8. Elöre! (2002)
9. Csocsó, Avagy Éljen Május Elseje! (2001)
10. Torzók (2001)
11. Üvegtigris (2000)
12. Egyszer Élünk (2000)